# Лыжно-егерский батальон СС «Норвегия»
Лыжно-егерский батальон СС «Норвегия» (норв. SS-Skijegerbataljon "Norge", нем. Freiwilligen-Schikompanie-Norwegen) — Боевое подразделение СС. В его состав входило большинство добровольцев из Норвегии и несколько завербованных немецких солдат. Большинство офицеров и унтер-офицеров были норвежцами.

## История
Зимой 1942 года в Финляндии была сформирована лыжно-егерская рота численностью 120 человек, личный состав которой проходил обучение в школах СС и тренировочных лагерях в Германии. Формирование нового норвежского батальона лыжных егерей СС проходило на военных полигонах в Оулу, Финляндия, осенью 1943 года. Командир батальона и командир четырёх рот были немцами. Несколько немецких рядовых также были включены в каждую роту в качестве элемента «усиления». По большей части норвежские офицеры были молодыми людьми, получившими фронтовой опыт в 5-й танковой дивизии СС «Викинг» или «Frw. Legion Norwegen». Норвежский лыжный батальон был строго легкого состава и состоял только из одной штабной роты и трех лыжных (или пехотных / штурмовых) рот.
Каждая рота состояла из трех взводов, в каждом из которых было по три «стрелковых» отделения и четвёртое пулемётное отделение. Стандартным оружием батальона был пистолет-пулемет, который был предпочтительным оружием из-за способностей подразделения выполнять дальние разведывательные патрули миссии.
В 1943 году Лыжная рота (Skikompaniet, предшественница «Лыжного батальона») была отправлена на фронт Кестинки. Батальон был сформирован в Германии, перевезен в Оулу в Финляндии, а позже достиг Куусамо. Зимой 1943—1944 годов в батальоне насчитывалось около 700 человек. В результате перемирия в сентябре 1944 года немецкая Лапландская армия, включая батальон, отступила через Северную Финляндию в Норвегию. Норвежская ежедневная газета Dagbladet написала, что солдаты подразделения находились на фронте в Финляндии до осени 1944 года, добавив, что "несколько [солдат] были отправлены на окончательные бои в Германию и Австрию.

## Участие в боевых операциях
В битве при Капролате 24-26 июня 1944 года более 150 солдат батальона пропали без вести в бою, когда были захвачены две позиции батальона (всего 190 солдат).